# Liste der osttimoresischen Botschafter in Neuseeland
Diese Liste führt die osttimoresischen Botschafter in Neuseeland auf. Bis 2014 war der osttimoresische Botschafter in Australien für Neuseeland mitverantwortlich. Die Botschaft befindet sich im Craigs Investment House, Level 8, 36 Customhouse Quay, Wellington.

## Hintergrund

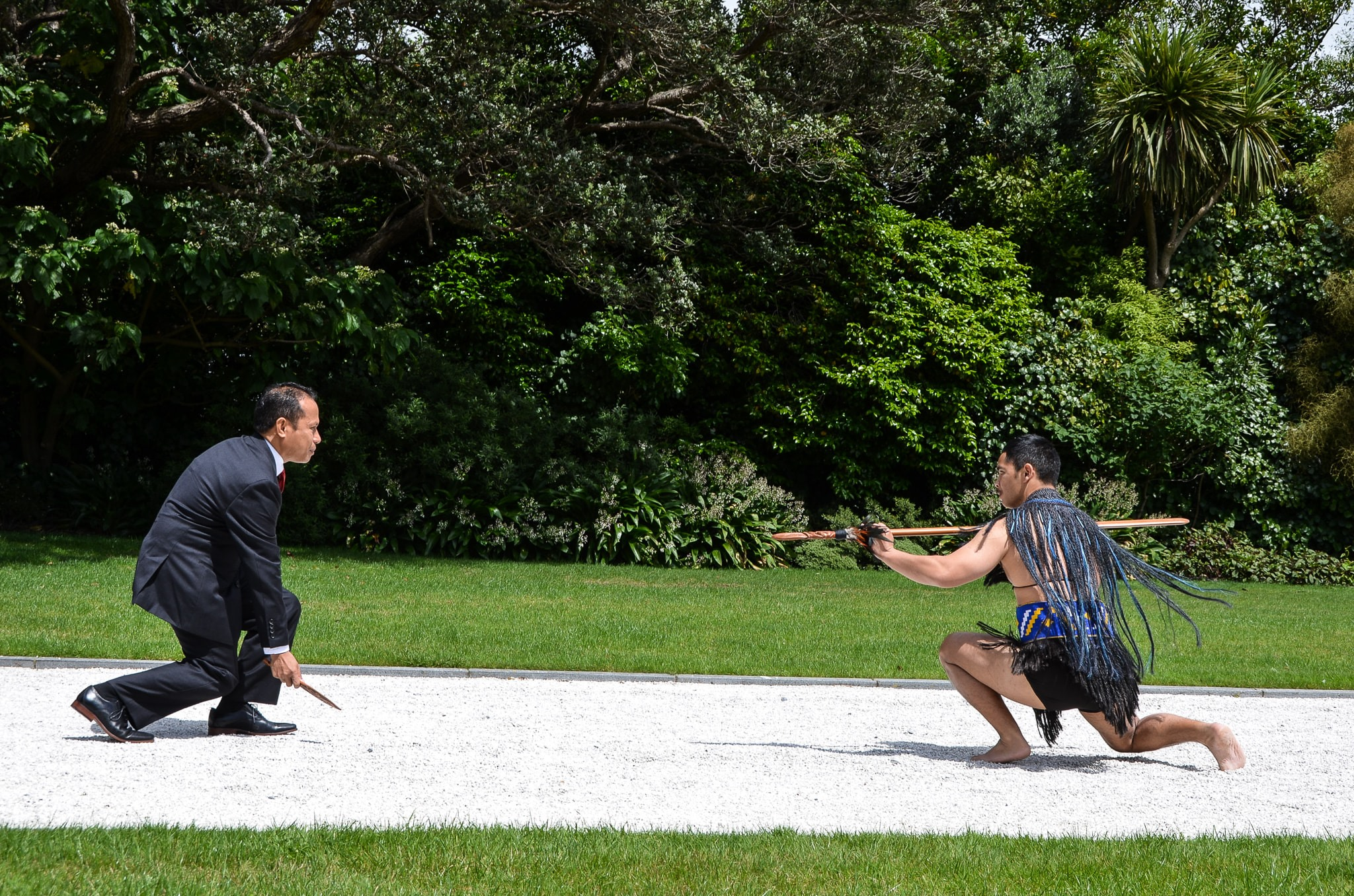
Powhiri-Zeremonie bei der Übergabe der Akkreditierung von Botschafter Lisualdo Gaspar in Wellington (2019)

Neuseeland und Osttimor unterhalten freundschaftliche Beziehungen.
Neuseeland war einer der Haupttruppensteller bei den verschiedenen UN-Missionen zur Stabilisierung Osttimors von 1999 bis 2012.
Ab dem 1. Mai 2014 war Cristiano da Costa der erste osttimoresische Botschafter in Wellington. Zuvor war der osttimoresische Botschafter in Australien für Neuseeland zuständig.

## Liste der Botschafter
| Bild           | Name                         | Amtszeit                     | Anmerkungen                                                                  |
| Osttimor       | Osttimor                     | Osttimor                     | Osttimor                                                                     |
| -------------- | ---------------------------- | ---------------------------- | ---------------------------------------------------------------------------- |
|                | Jorge da Conceição Teme      | 29. Mai 2003 – August 2005   | Erster Botschafter Osttimors in Australien und Neuseeland                    |
| Hernâni Coelho | Hernâni Coelho               | 9. März 2006 – November 2009 |                                                                              |
| Abel Guterres  | Abel Guterres                | 18. Mai 2010–2014            |                                                                              |
|                | Cristiano da Costa           | 2014–2019                    | seit 1. Mai 2014; Erster osttimoresischer Botschafter mit Sitz in Wellington |
|                | Lisualdo Gaspar              | 2019–2021                    | Ernennung: 13. August 2019; Akkreditierung: 12. November 2019                |
|                | Felicidade de Sousa Guterres | seit 2021                    | Ernennung: 13. Juli 2021                                                     |